# Consejo Nacional de la Economía y el Trabajo de Italia
El Consejo Nacional de la Economía y el Trabajo (Consiglio Nazionale dell'Economía e del Lavoro) -CNEL- está previsto en la Constitución de la República Italiana en el art. 99 que lo define:
"Organo de consulta de la Càmara y del Gobierno para las materias y las funciones que le atribuye la ley. Tiene la iniciativa legislativa y de contribuir a la elaboración de la legislación económica y social dentro de los límites que establece la ley".
Los mandatos del Consejo tienen una duración de 5 años. El presidente es nombrado por elección de los componentes, con Decreto del presidente de la República.
El CNEL está compuesto de 121 consejeros: 12 expertos elegidos entre cualificados exponentes de la cultura económica, social y jurídica; 44 representantes de observatorios del sector público y privado, 18 representantes del trabajo autónomo, 37 representantes de los empresarios y de 10 representantes de las asociaciones de promoción social y de las organizaciones del voluntariado.
Véase también: Consejo Económico y Social